# Failure Frame
Failure Frame: I Became the Strongest and Annihilated Everything with Low-Level Spells (яп. ハズレ枠の【状態異常スキル】で最強になった俺がすべてを蹂躙するまで, Hazure Waku no «Jōtai Ijō Sukiru» de Saikyō ni Natta Ore ga Subete o Jūrin Suru made, Допоки я, ставши найсильнішим з нікудишніми навичками дебафів, не знищу все) — серія ранобе, написана Каору Сінозакі. Серія вперше з'явилася на веб-сайті Shōsetsuka ni Narō у листопаді 2017 року, перш ніж видавництво Overlap придбало її та опублікувло у друкованому вигляді з ілюстраціями KWKM у липні 2018 року. Манґа-адаптація з композицією Кеякі Уті-Уті та ілюстраціями Шо Уйосі почала серіалізацію на веб-сайті Comic Gardo у липні 2019 року. Аніме-серіал, створений Seven Arcs, транслювався з липня по вересень 2024 року.

## Сюжет
Тоука Міморі та його однокласники раптово призвані богинею до фентезійного світу, щоб стати героями. У той час як більшість із них демонструють виняткові навички, Міморі має лише E-ранг. Вважаючи його марним, богиня вирішує вигнати Міморі до підземелля, наповненого монстрами, де ще ніхто не виживав. Майже всі його однокласники без вагань покидають його напризволяще. Однак виявляється, що його навички є більш аномальними та потужними, ніж здається.
Після втечі з підземелля Міморі клянеться помститися. Подорожуючи цим новим світом, зміцнюючи та покращуючи свої навички, він знаходить друзів та союзників, водночас переконуючись, що богиня та його колишні однокласники продовжують вірити в його смерть.

## Персонажі
Тоука Міморі (яп. 三森 灯河, Mimori Tōka)
Сейю: Рьота Судзукі
Учень класу 2C, він отримує E-ранг від Богині Віціус і вигнаний до небезпечного підземелля, звідки ніхто ніколи не повертався живим. Після дитячих травм від жорстокого поводження з боку батьків, які його покинули, Міморі розвинув дві особистості: добру для тих, хто ставиться до нього добре, і темну, безжальну для тих, кого він вважає гідними смерті. Його унікальні, на перший погляд, марні навички мають 100 % успіх проти ворогів, а його улюблена стратегія — змусити противника бути самовпевненим, а потім завдати смертельного удару.
Серас Ашрайн (яп. セラス・アシュレイン, Serasu Ashurein)
Сейю: Сакі Міясіта
Принцеса з країни Вищих Ельфів і колишня командирка Святих Лицарів Королівства Неія. Вона надзвичайно вправна мечниця, дуже красива, з бездоганною душею, що приваблює багатьох. Після того, як її змусили втекти з Неії, щоб уникнути передачі Богині Віціус, за її голову призначили винагороду. Зустрівши Міморі, який рятує її, вона присягає йому на вірність і приєднується до його подорожі як охоронець.
Пігімару (яп. ピギ丸, Pigimaru)
Сейю: Аямі Цукуі
Слиз якого Міморі рятує в лісі від нападу більших слизів. Вражений його рішучістю боротися, Міморі вирішує його врятувати і Пігімару прив'язується до нього, слідуючи за ним у його подорожі. Незважаючи на те, що це слайм, він виявляється надзвичайно розумним і стійким у небезпечних ситуаціях. Міморі використовує спеціальні зілля, щоб допомогти Пігімару підвищити рівень.
Віціус (яп. ヴィシス, Vuishisu)
Сейю: Амі Косімідзу
Богиня, яка призиває клас 2C, щоб врятувати світ від Короля Демонів. За її фізичною красою та променистою посмішкою ховається безсердечна, жорстока та зарозуміла сутність. Вона відкидає та позбувається всіх, кого вважає марними, використовуючи маніпуляції та брехню для просування своїх планів. Міморі тепер прагне помститися їй після того, як вона засудила його до смерті в Руїнах Сміттєзвалища.
Аяка Сого (яп. 十河綾香, Sogō Ayaka)
Сейю: Карін Нанамі
Староста класу 2C, яка намагалася заступитися за Міморі, коли його вигнали, але була жорстоко нокаутована богинею. Відчуваючи провину, вона вирішує захищати слабших однокласників. Здобувши значні навички бойових мистецтв у дитинстві, вона стає лідером однієї з груп героїв. Однак, Віціус маніпулює нею, змушуючи вірити, що «Володар Мух» є ворогом.
Такуто Кіріхара (яп. 桐原拓斗, Kirihara Takuto)
Сейю: Масаакі Мідзунака
Учень класу 2C, достатньо сильний, щоб вважатися Героєм S-рангу. Через свою поточну силу та навички він стає надзвичайно зарозумілим і вважає себе гідним королівства в цьому новому світі. Він є лідером однієї з груп героїв, а його головна навичка — вогняна магія.
Сього Оямада (яп. 小山田翔吾, Oyamada Shōgo)
Сейю: KENN
Учень класу 2-C, Герой A-рангу, надзвичайно сильний, але більш жорстокий, байдужий та емоційно нестабільний. Він є членом групи Кіріхари, який єдиний може ним керувати.
Кобато Кашіма (яп. 鹿島小鳩, Kashima Kobato)
Сейю: Марія Наганава
Дівчина з класу 2-C, з якою Міморі дружив у їхньому світі, але яка побоялася заступитися за нього, коли його «позбувались». Героїня D-рангу, вона визнає себе боягузкою і не може вбивати монстрів. Вона приєднується до групи Асагі Ікусаби для виживання. Її головна навичка — «Розкриття», що дозволяє їй бачити статистику інших Героїв.
Асагі Ікусаба (яп. いくさばあさぎ, Ikusaba Asagi)
Сейю: Емі Хіраяма
Учениця класу 2-C і Героїня B-рангу, яка стала лідером однієї з груп Героїв. Хоча її манера поведінки зухвала та надзвичайно відверта, вона здатна викликати повну лояльність у членів своєї групи. Її стиль боротьби з монстрами полягає в розподілі опиту серед членів її групи.
Томохіро Ясу (яп. 安智弘, Yasu Tomohiro)
Сейю: Дайкі Ямасіта
Учень класу 2-C, Герой A-рангу, який страждає від комплексу неповноцінності через ставлення до нього та відсутність друзів у його минулому світі. Він є лідером власної групи Героїв, але не відчуває відповідальності за своїх компаньйонів. Його головна навичка — Леватін, магія «чорного вогню».
Хідзірі Такао (яп. 高雄聖, Takao Hijiri)
Сейю: Саорі Хаямі
Учениця класу 2-C і героїня S-класу, яка відмовляється приєднуватися до будь-яких груп героїв. Вона не лише вправна у бою, але й має сильний інтелект і гострий аналітичний розум. Вона першою усвідомлює, що Богиня Віціус може полювати на її однокласників.
Іцукі Такао (яп. 高雄樹, Takao Itsuki)
Сейю: Каорі Маеда
Молодша сестра Хідзірі Такао, також учениця класу 2-C і Героїня A-класу. Хоча вона сильна у бою, вона набагато більш безрозсудна і іноді занадто буквально сприймає інструкції своєї старшої сестри. Вона більш емоційна і менш інтелектуальна, ніж Хідзірі.
Єва Спід (яп. イヴ・スピード, Ivu Supīdo)
Сейю: Хітомі Уеда
Неймовірно вправна жінка-воїн з клану леопардів, яка була захоплена і продана в рабство. Вона стала непереможною чемпіонкою з «Кривавих боїв» протягом п'яти років, сподіваючись також здобути свободу Лізбет. Єва приєднується до Міморі та Серас у їхній подорожі, а згодом присягає йому на вірність.
Лізбет (яп. リズベット, Rizubetto)
Сейю: Місакі Ватада
Дівчинка темна ельфійка, яка також була продана в рабство разом з Євою. У неї міцний емоційний зв'язок з Євою, яку вона називає своєю «старшою сестрою». Після того, як Єва рятує її, Лізбет приєднується до Міморі та Серас у їхній подорожі.
Ньянтан Кікіпат (яп. ニャンタン・キキーパット, Nyantan Kikīpatto)
Сейю: Асука Сіоірі
Жінка-кішка, яка є «ученицею» Богині Віціус. Вона вправний воїн, таємно навчає Аяку майстерності меча. У неї є чотири молодші сестри, три з яких (Лайя, Сільсе і Ньоно) були заручницями Віціус.
Сівіт Гарланд (яп. シビト・ガートランド, Shibito Gātorando)
Сейю: Джуніті Сувабе
Лідер Лицарів Чорного Дракона з Імперії Бакуос, відомий як «Найсильніший чоловік у світі». Його мета — битися та перемогти найсильніших противників. Незважаючи на його неймовірну фізичну силу, Міморі вдається застати його зненацька і знищити разом з усім його загоном.

## Медіа

### Ранобе
Серія ранобе написана Каору Сінозакі, почала публікуватися на сайті Shōsetsuka ni Narō 24 листопада 2017 року. Пізніше серію придбало видавництво Overlap, яке почало друкувати її з ілюстраціями KWKM 25 липня 2018 року. Станом на квітень 2025 року вийшло тринадцять томів та один том коротких оповідань.
У липні 2020 року Seven Seas Entertainment оголосили, що отримали ліцензію на видання романів англійською мовою.

#### Томи
| №    | Дата виходу       | ISBN                   |
| ---- | ----------------- | ---------------------- |
| 1    | 25 липня 2018     | ISBN 978-4-86554-372-8 |
| 2    | 25 грудня 2018    | ISBN 978-4-86554-426-8 |
| 3    | 25 травня 2019    | ISBN 978-4-86554-494-7 |
| 4    | 25 жовтня 2019    | ISBN 978-4-86554-559-3 |
| 5    | 25 квітня 2020    | ISBN 978-4-86554-645-3 |
| 6    | 25 листопада 2020 | ISBN 978-4-86554-782-5 |
| 7    | 25 травня 2021    | ISBN 978-4-86554-909-6 |
| 8    | 25 листопада 2021 | ISBN 978-4-8240-0044-6 |
| 9    | 25 червня 2022    | ISBN 978-4-8240-0186-3 |
| 10   | 25 грудня 2022    | ISBN 978-4-8240-0363-8 |
| 11   | 25 червня 2023    | ISBN 978-4-8240-0527-4 |
| 11.5 | 25 січня 2024     | ISBN 978-4-8240-0711-7 |
| 12   | 25 липня 2024     | ISBN 978-4-8240-0854-1 |
| 13   | 25 квітня 2025    | ISBN 978-4-8240-1150-3 |

### Манґа
Манґа-адаптація, зі сценарієм Кеякі Уті-Уті та ілюстраціями Шо Уйосі, почала серіалізацію на сайті Comic Gardo 26 липня 2019 року. Станом на травень 2025 року окремі розділи серії були зібрані у дванадцять томів танкобон.
У липні 2020 року Seven Seas Entertainment оголосили, що вони також ліцензували манґу для публікації англійською мовою.

#### Томи
| №  | Дата виходу       | ISBN                   |
| -- | ----------------- | ---------------------- |
| 1  | 25 грудня 2019    | ISBN 978-4-86554-593-7 |
| 2  | 25 червня, 2020   | ISBN 978-4-86554-688-0 |
| 3  | 25 грудня 2020    | ISBN 978-4-86554-814-3 |
| 4  | 25 червня 2021    | ISBN 978-4-86554-949-2 |
| 5  | 25 грудня 2021    | ISBN 978-4-8240-0074-3 |
| 6  | 25 травня 2022    | ISBN 978-4-8240-0199-3 |
| 7  | 25 грудня 2022    | ISBN 978-4-8240-0374-4 |
| 8  | 25 червня 2023    | ISBN 978-4-8240-0537-3 |
| 9  | 25 січня 2024     | ISBN 978-4-8240-0722-3 |
| 10 | 25 червня 2024    | ISBN 978-4-8240-0869-5 |
| 11 | 25 листопада 2024 | ISBN 978-4-8240-1005-6 |
| 12 | 25 травня 2025    | ISBN 978-4-8240-1202-9 |

### Аніме
Адаптація у вигляді аніме-серіалу була анонсована під час другої прямої трансляції заходу «10th Anniversary Memorial Overlap Bunko All-Star Assemble Special» у січні 2024 року. Його виробництвом займалася студія Seven Arcs (у співпраці з SynergySP), режисером виступив Мітіо Фукуда, сценарій написав Ясухіро Наканісі, дизайном персонажів займалася Кана Хасідате, а музику скомпонував Тацухіко Саікі.
Серіал транслювався з 5 липня по 27 вересня 2024 року на TBS та інших мережах. Відкриваючою темою стала пісня «Hazure» у виконанні Chogakusei, тоді як заключною темою була пісня «Pray» у виконанні Hakubi. Crunchyroll транслював серіал, а Muse Communication ліцензувала його для показу в Південній та Південно-Східній Азії.

## Сприйняття
Ребекка Сільверман з Anime News Network похвалила розвиток персонажів та інтриги старшої школи, хоча й відчула, що серія занадто покладається на тропи.
У опитуванні BookWalker «Наступний великий хіт ранобе» серія посіла дев'яте місце в категорії бункобон.
Загальний тираж серії, враховуючи цифрові та друковані видання, становить 1,1 мільйона копій.